# Paz Marquez-Benitez
Paz Marquez-Benitez (Lucena, 3 maart 1894 - 10 november 1983) was een Filipijns schrijfster, docente en redacteur. Ze schreef Engelstalige korte verhalen en staat bekend als auteur van 'Dead Stars', het eerste gepubliceerde Engelstalige korte verhaal geschreven door een Filipino.

## Biografie
Paz Marquez-Benitez werd geboren in Lucena in de Filipijnse provincie Tayabas, nu Quezon. Ze studeerde aan de University of the Philippines (UP) en behaalde haar Bachelor of Arts-diploma in 1912. Nadien was ze docente in Lucena. Vanaf 1924 tot haar pensioen doceerde ze aan de faculteit Engels op de UP. Daar gaf ze les in het schrijven van korte verhalen aan vele toekomstige Filipijnse schrijvers, zoals Arturo Rotor, Loreto Paras-Sulit, Paz M. Latorena, Arturo Belleza-Rotor, Bienvenido Santos en nationaal kunstenaar van de Filipijnen Francisco Arcellana.
In 1919 richtte Marquez-Benitez het eerste damesblad van de Filipijnen op, genaamd 'Woman's Home Journal'. Enkele jaren later schreef ze het korte verhaal 'Dead Stars', dat in 1925 in de Philippine Herald werd gepubliceerd. Dit verhaal vestigde haar naam als schrijver en wordt tegenwoordig beschouwd als het eerste gepubliceerde Engelstalige korte verhaal geschreven door een Filipino. Het verhaal werd nog diverse keren in bloemlezingen opgenomen en werd veel gelezen. Hoewel ze nog meer korte verhalen schreef zoals 'Stepping Stone', 'Half a Life', 'An Old Story', 'The Fool' en 'A Night In The Hills' werd geen van deze verhalen zo populair als 'Dead Stars'. In 1928 bracht ze de door haar geredigeerde bloemlezing 'Filipino Love Stories' uit met werk van haar studenten van de UP. In 1946 werd haar korte verhaal 'A Night In The Hills' gepubliceerd in de 'Philippine Prose and Poetry' van dat jaar. Na de dood van haar echtgenoot, was ze vanaf 1951 meer dan twintig jaar redacteur van de Philippine Journal of Education
Paz Marquez-Benitez overleed in 1983 op 89-jarige leeftijd. Ze was getrouwd met Francisco Benitez en had samen met hem vier kinderen. Haar dochter Virginia Benitez-Licuanan schreef na haar dood de biografie: 'Paz Marquez-Benitez: One Woman's Life, Letters, and Writings' (1995).